# James Scott (hertog)
James Crofts, later genaamd James Scott, 1ste Hertog van Monmouth en van Buccleuch (Rotterdam, 9 april 1649 - Londen, 15 juli 1685) was de buitenechtelijke zoon van Karel II en diens maîtresse, Lucy Walter, die Karel in zijn ballingschap gevolgd was.
Lucy Walters reputatie was bijna even slecht als die van Karel en het is helemaal niet zeker dat hij de natuurlijke vader van James was. Er waren (later) geruchten dat Karel en Lucy in het geheim trouwden, wat James tot een wettige troonopvolger zou maken. Karel erkende James wel als zoon maar nooit als erfgenaam. Na de Restauratie huwde Karel de Portugese prinses Catharina van Bragança, welk huwelijk kinderloos bleef. Lucy Walter was inmiddels overleden.

## Levensloop
James werd in februari 1663, op 14-jarige leeftijd tot "Hertog van Monmouth" verheven, met de aanvullende titels van Graaf van Doncaster en Baron Scott van Tynedale, en uitgehuwelijkt aan de rijke Anne Scott, 4de gravin van Buccleuch. Hoewel James geen officiële troonopvolger kon zijn, werd hij door velen wel als een geschikte protestantse kandidaat gezien als alternatief voor de uitgesproken katholieke broer van Karel II, Jacobus, Hertog van York.
In 1665, op 16-jarige leeftijd, diende Monmouth in de Engelse vloot onder die oom de Hertog van York in de Tweede Engels-Nederlandse Oorlog. Later keerde hij naar Engeland terug als bevelhebber van een cavalerie-eenheid. Toen de opperbevelhebber van het leger, George Monck, 1e hertog van Albemarle in 1670 stierf, volgde Monmouth hem op. Toen in 1672 de Derde Engels-Nederlandse Oorlog uitbrak, werd een brigade van 6000 Britse militairen uitgestuurd om als deel van het Franse leger te dienen en in ruil hiervoor werd aan Karel II een grote som geld betaald. Monmouth was haar bevelhebber. In de campagne van 1673 en in het bijzonder tijdens het Beleg van Maastricht (1673) verwierf Monmouth zijn reputatie als een van de beste militairen van Engeland.
In 1678 was Monmouth bevelhebber van de Engels-Nederlandse brigade, nu vechtend voor de Verenigde Provincies tegen de Fransen. Hij onderscheidde zich in de Slag bij Saint Denis en zijn reputatie nam nog verder toe. Het volgende jaar voerde hij - terug in Engeland - het commando over een klein leger dat op 22 juni 1679 een grote overmacht van Schotse Convenanters versloeg in de Slag bij Bothwell Bridge. Tegen die tijd was het duidelijk dat Karel II geen wettige erfgenaam zou hebben en velen verkozen de protestant Monmouth boven de katholieke hertog van York. De Whigs onder leiding van Lord Shaftesbury dienden in het parlement een wetsvoorstel in om Jacobus van de troonsopvolging uit te sluiten; dit leidde in 1679 tot de Exclusion Bill-crisis, waarbij Karel II het parlement ontbond om te verhinderen dat Monmouth koning zou worden.
Na de ontdekking in 1683 van een complot om Karel II te vermoorden, de zogenaamde "Rye House-samenzwering", moest Monmouth naar de Nederlandse Verenigde Provincies vluchten. Na de dood van zijn vader voerde hij de "Monmouth-opstand" aan, een poging om de troon van zijn oom over te nemen. Hij beschuldigde Jacobus II ervan Karel vergiftigd te hebben en riep zich op 20 juni 1685 te Taunton uit tot koning. Op 6 juli 1685 kwamen de twee legers in de slag bij Sedgemoor samen en Monmouth werd beslissend verslagen. Monmouth zelf werd gearresteerd en op 15 juli 1685 onthoofd op Tower Hill. Men zegt dat er acht slagen van de bijl voor nodig waren om zijn hoofd van de romp te scheiden.
Na de executie realiseerde men zich ietwat laat dat er geen officieel portret van de Hertog was. Men groef daarom het lichaam op, het hoofd werd provisorisch aangehecht, het lijk in een poseerhouding gezet en het portret alsnog geschilderd.
Één theorie zegt dat Jacobus II zijn eigen neef niet kon laten executeren: iemand anders zou in plaats van Monmouth onthoofd zijn. Hij zou naar Frankrijk zijn overgebracht, naar de gevangenissen van Lodewijk XIV en hij zou de "man met het ijzeren masker" zijn geweest.

## Militaire loopbaan
- Captain: juni 1666[3]
- Colonel: 1669
- Captain general: 1678[3][4]

- Biblioteca Nacional de España: XX5443964
- Gemeinsame Normdatei: 11873668X
- International Standard Name Identifier: 0000 0000 6152 3658
- Library of Congress Control Number: n50066834
- Nationale Bibliotheek van Tsjechië: ola2015871546
- Nationale Bibliotheek van Israël: 987007279186505171
- Nationale Bibliotheek van Polen: a0000003751435
- Nederlandse Thesaurus van Auteursnamen: 070761817
- SNAC: w6vq3mr8
- Système universitaire de documentation: 07570787X
- Virtual International Authority File: 35251748
- WorldCat: E39PBJrmdf8rYRw8MGFjkdfXh3